# 椅中圣母
《椅中圣母》（意大利语：Madonna della seggiola）是意大利文艺复兴艺术大师拉斐尔的一幅木板油画，直径71厘米，绘制于1513-1514年，现藏于意大利佛罗伦萨的彼提宫。自 16 世纪以来，这幅画一直属于美第奇家族。 